# Эскотс
Эско́тс (фр. Escots, окс. Escòts) — коммуна во Франции, находится в регионе Юг — Пиренеи. Департамент — Верхние Пиренеи. Входит в состав кантона Ланнемезан. Округ коммуны — Баньер-де-Бигор.
Код INSEE коммуны — 65163.

## География
Коммуна расположена приблизительно в 670 км к югу от Парижа, в 115 км юго-западнее Тулузы, в 25 км к юго-востоку от Тарба.
По территории коммуны протекает река Лалерд.

## Климат
Климат умеренно-океанический с солнечной тёплой погодой и обильными осадками на протяжении практически всего года.

## Население
| Год  | Численность | Численность |
| ---- | ----------- | ----------- |
| 2013 | 28          |             |
| 2015 | 32          | [ 8 ]       |
| 2016 | 33          | [ 9 ]       |
| 2017 | 34          | [ 10 ]      |
| 2018 | 37          | [ 11 ]      |
| 2019 | 39          | [ 12 ]      |
| 2020 | 40          | [ 13 ]      |
| 2021 | 43          | [ 14 ]      |
| 2022 | 44          | [ 4 ]       |

## Администрация
| Период | Период | Фамилия         | Партия | Примечания |
| ------ | ------ | --------------- | ------ | ---------- |
| 2001   | 2014   | Жаннин Гашассен |        |            |
| 2014   | 2020   | Эрик Дутрьо     |        |            |

## Экономика
В 2010 году среди 12 человек трудоспособного возраста (15-64 лет) 11 были экономически активными, 1 — неактивным (показатель активности — 91,7 %, в 1999 году было 56,5 %). Из 11 активных жителей работали 8 человек (4 мужчины и 4 женщины), безработных было 3 (2 мужчин и 1 женщина). Среди 1 неактивного 0 человек были учениками или студентами, 1 — пенсионером, 0 были неактивными по другим причинам.

## Фотогалерея
- Деталь церковной колокольни
- Карта коммуны